# Lysipomia vitreola
Lysipomia vitreola là loài thực vật có hoa trong họ Hoa chuông. Loài này được McVaugh mô tả khoa học đầu tiên năm 1955.